# Petró Midyanka
Petró Mikolaiovich Midyanka (en ucraniano: Петро Миколайович Мідянка; Shikori Lug, 14 de mayo de 1959), también conocido por su seudónimo Ropet Kamidyan (en ucraniano: Ропет Камідян), es un poeta y profesor ucraniano que es miembro de la Unión Nacional de Escritores de Ucrania desde 1994. Lleva casi toda su vida, es decir, más de 30 años, formando parte de la literatura ucraniana actual, y nunca se le han pasado por alto los máximos galardones literarios ni el interés de lectores y críticos.

## Biografía
Nació el 14 de mayo de 1959, en el pueblo ucraniano de Shikori Lug. Midyanka afirmó en una entrevista de 2008 que su padre, un leñador de 95 años, respetaba mucho la educación, pero no la literatura. Cabe mencionar que su padre nació en el Imperio austrohúngaro a finales del siglo XIX. Su madre, en cambio, descendía de músicos. 
Midyanka recibió su educación secundaria en Just, y más tarde obtuvo su título en la Facultad de Filología de la Universidad Nacional de Úzhgorod. Tras graduarse en la universidad en 1982, regresa a su ciudad natal y comienza a dar clases en la cercana ciudad de Novoselytsia, y luego en Tysolovo, en el raión de Tiachiv.
Midyanka reside en el Transcarpacia y trabaja allí. Su primera novela, Поріг (1987), fue publicada por una editorial de Kyiv. También publicó las colecciones Фараметлики (1994), Осередок (1994) y Зелений фирес (1999), todas ellas en Úzhgorod. Siguió creando incluso en la turbulenta década de 1990, cuando desapareció la censura y con ella el respaldo gubernamental al negocio editorial y del libro tras la caída de la Unión Soviética.Liudmila Zagoruyko, autora de cuatro libros, es la esposa de Midyanka. Se marchó de Úzhhorod a Shiryi Lug, donde lo conoció a la edad de 55 años.
Midyanka instruye a los estudiantes en la lengua y la literatura de Ucrania. Además de sus logros en la enseñanza, en 1998 ganó el concurso Profesor del Año. Užhorodské kavárny. (en ucraniano: Ужгородські кав'ярні), otra novela de intriga escrita por Midyanka, es publicada en Praga en 2004 por una iniciativa ucraniana en la República Checa. En 2007 publicó el libro Мідянкув язік і стіл, con el patrocinio del Ministerio de Cultura de Eslovaquia. En Ucrania, el libro más excelente del año fue declarado Ярмінок (2008), la colección más reciente.
El 26 de mayo de 2023 se celebró un coloquio con Midyanka en la sala de lectura de la Biblioteca Central de la ciudad de Just. Su esposa moderó el encuentro.
Se sabe que Midyanka escribió en húngaro, checo, rumano. Sus poemas han sido traducidos al inglés, checo, serbocroata, ruso y húngaro. Publicó sus poemas en Eslovaquia y la República Checa en dos colecciones diferentes.

## Obras
Midyanka ha publicado los siguientes libros de poesía:
- Поріг (1987)
- Осередок (1994)
- Фараметлики (1994)
- Зелений фирес (1999)
- Трава Господня (2001)
- Дижма (2003)
- Užhorodské kavárny. Ужгородські кав'ярні (2004)
- Срібний прімаш (2004)
- Ярмінок (2008)
- Луйтра в небо (2010)
- Вірші з поду (2011)
- Марамороський розлом (2011)
- Ільмовий листочок (2012)
- 40 сонетів і гербарій (2013)
- Карпати на трьох (2016), con Nazar Fedorak y V. Zelenchuk

## Premios y reconocimientos
Midyanka ha recibido premios y reconocimientos como:
- Bu-Ba-Bu Premio al mejor poema del año (1995)
- Premio Blagovist (1995)
- Premio Regional Fedor Potushnyak (1999)
- Premio Nacional Tarás Shevchenko (2012)[11]
- Miembro de la Unión Nacional de Escritores de Ucrania (1994)[2][3]
- Ciudadano honorario de la ciudad de Just.[8]